# Svømning under sommer-OL 2024 – 4x100 m medley (mixed)
Den mixed 4x100 meter medley stafetbegivenhed ved Sommer-OL 2024 blev afholdt den 2. og 3. august 2024 i Paris Aquatics Centre.

## Resultater

### Indledende heats
De otte hurtigste stafethold gik, uanset heat, videre til finalen.

| Placering | Heat | Bane | Nation         | Svømmere | Tid     | Kommentarer |
| --------- | ---- | ---- | -------------- | --- | ------- | ----------- |
| 1         | 2    | 5    | USA            | Regan Smith (57,87) Charlie Swanson (59,65) Caeleb Dressel (50,10) Abbey Weitzeil (53,36)                    | 3.40,98 | Q           |
| 2         | 1    | 4    | Australien     | Iona Anderson (58,81) Zac Stubblety-Cook (59,68) Emma McKeon (55,86) Kyle Chalmers (47,07)                   | 3.41,42 | Q           |
| 3         | 2    | 4    | Kina           | Xu Jiayu (53,16) Tang Qianting (1.05,44) Zhang Yufei (56,59) Pan Zhanle (47,07)                              | 3.42,26 | Q           |
| 4         | 1    | 5    | Holland        | Kai van Westering (54,25) Caspar Corbeau (59,28) Tessa Giele (57,81) Marrit Steenbergen (52,26)              | 3.43,60 | Q           |
| 5         | 2    | 3    | Storbritannien | Kathleen Dawson (1.00,18) James Wilby (59,35) Joe Litchfield (51,37) Anna Hopkin (52,83)                     | 3.43,73 | Q           |
| 6         | 1    | 3    | Canada         | Blake Tierney (53,81) Apollo Hess (1.00,46) Margaret MacNeil (56,14) Taylor Ruck (53,46)                     | 3.43,87 | Q           |
| 7         | 2    | 7    | Frankrig       | Yohann Ndoye-Brouard (52,48) Antoine Viquerat (59,91) Lilou Ressencourt (58,55) Marie Wattel (53,05)         | 3.43,99 | Q, NR       |
| 8         | 2    | 6    | Japan          | Riku Matsuyama (54,83) Taku Taniguchi (59,69) Mizuki Hirai (56,52) Rikako Ikee (53,21)                       | 3.44,25 | Q           |
| 9         | 1    | 6    | Tyskland       | Ole Braunschweig (54,05) Melvin Imoudu (59,33) Angelina Köhler (56,60) Nina Holt (54,77)                     | 3.44,75 |             |
| 10        | 2    | 8    | Israel         | Anastasia Gorbenko (59,91) Ron Polonsky (59,56) Gal Cohen Groumi (50,84) Andrea Murez (55,02)                | 3.45,33 |             |
| 11        | 1    | 7    | Italien        | Michele Lamberti (54,42) Nicolò Martinenghi (59,02) Costanza Cocconcelli (58,47) Sofia Morini (53,89)        | 3.45,80 |             |
| 12        | 2    | 2    | Sverige        | Hanna Rosvall (1.00,17) Erik Persson (59,95) Sara Junevik (57,22) Robin Hanson (48,81)                       | 3.46,15 |             |
| 13        | 2    | 1    | Grækenland     | Apostolos Christou (52,83) Evangelos Nthoumas (1.00,34) Anna Doudounaki (57,85) Theodora Drakou (55,38)      | 3.46,40 |             |
| 14        | 1    | 2    | Polen          | Kacper Stokowski (54,10) Dominika Sztandera (1.07,92) Adrian Jaskiewicz (51,87) Kornelia Fiedkiewicz (54,30) | 3.48,19 |             |
| 15        | 1    | 1    | Sydkorea       | Lee Eun-ji (1.01,56) Choi Dong-yeol (59,99) Kim Ji-hun (52,70) Hur Yeon-kyung (54,53)                        | 3.48,78 |             |
| 16        | 1    | 8    | Brasilien      | Guilherme Basseto (54,32) Gabrielle Roncatto (1.16,74) Nicolas Albiero (52,27) Stephanie Balduccini (53,94)  | 3.57,27 |             |

### Finalen
Resultatene var som følger:
| Placering | Bane | Nation         | Svømmere                                                                                          | Tid     | Kommentar |
| --------- | ---- | -------------- | ------------------------------------------------------------------------------------------------- | ------- | --------- |
| 1         | 4    | USA            | Ryan Murphy (52,08) Nic Fink (58,29) Gretchen Walsh (55,18) Torri Huske (51,88)                   | 3.37,43 | WR        |
| 2         | 3    | Kina           | Xu Jiayu (52,13) Qin Haiyang (57,82) Zhang Yufei (55,64) Yang Junxuan (51,96)                     | 3.37,55 | AS        |
| 3         | 5    | Australien     | Kaylee McKeown (57,90) Joshua Yong (58,43) Matthew Temple (50,42) Mollie O’Callaghan (52,01)      | 3.38,76 | OC        |
| 4         | 1    | Frankrig       | Yohann Ndoye-Brouard (52,80) Leon Marchand (58,66) Marie Wattel (56,44) Beryl Gastaldello (53,06) | 3.40,96 | NR        |
| 5         | 7    | Canada         | Kylie Masse (58,67) Finlay Knox (59,64) Josh Liendo (50,08) Margaret MacNeil (53,02)              | 3.41,41 |           |
| 6         | 6    | Holland        | Kira Toussaint (1.00,50) Caspar Corbeau (59,04) Nyls Korstanje (51,19) Marrit Steenbergen (52,39) | 3.43,12 |           |
| 7         | 2    | Storbritannien | Kathleen Dawson (1.00,68) James Wilby (59,00) Duncan Scott (51,61) Anna Hopkin (53,02)            | 3.44,31 |           |
| 8         | 8    | Japan          | Riku Matsuyama (55,00) Taku Taniguchi (1.00,48) Mizuki Hirai (56,46) Rikako Ikee (53,23)          | 3.45,17 |           |